# 刘昌胜
刘昌胜（1967年6月—），男，湖北大冶人，中国生物材料学家，华东理工大学教授，中国科学院院士。

## 生平
1989年毕业于湖北大学生物系，1992年获华东化工学院硕士学位，1996年获华东理工大学博士学位。2015年7月起任华东理工大学党委常委、副校长。2017年当选为中国科学院院士。2019年6月起任上海大学党委副书记、上海大学校长。